# 1883 a jogalkotásban
1883-ban az alábbi jogszabályokat alkották meg:

## Magyarország

### Törvények
- 1883. évi I. törvénycikk A köztisztviselők minősitéséről
- 1883. évi II. törvénycikk A budapesti nemzeti szinháznál az 1882. évben eszközlött épitkezések költségeiről
- 1883. évi III. törvénycikk Az 1883. évi állami költségvetésről
- 1883. évi IV. törvénycikk Az 1883. évben kiállitandó ujoncz- és póttartaléki jutalékok megajánlása tárgyában
- 1883. évi V. törvénycikk Az 1881:IV. tc. hatályának a kávéfogyasztási adóra nézve megszüntetéséről és a czukor- és sörfogyasztás megadóztatása vonatkozó határozmányainak módositásáról
- 1883. évi VI. törvénycikk A fellebbviteli biróságok szabályozásáról és a fellebbvitel korlátozásáról a királyi járásbiróságok hatásköréhez utalt büntető ügyekben
- 1883. évi VII. törvénycikk A pénzintézeteknél elhelyezett tőkékből folyó jövedelemnek megadóztatásáról
- 1883. évi VIII. törvénycikk A biztositási és ezekhez hasonló szerződésektől fizetendő illetékekről
- 1883. évi IX. törvénycikk A hadmentességi dijról szóló 1880:XXVII. törvénycikk módositásáról
- 1883. évi X. törvénycikk A napszámosok adómentességéről
- 1883. évi XI. törvénycikk A szőlődézsmaváltsági tartozások lerovására nézve adandó kedvezményekről
- 1883. évi XII. törvénycikk Az 1885. évben Budapesten tartandó országos általános kiállitásról
- 1883. évi XIII. törvénycikk A Bécsben 1882. évben tartandó nemzetközi villamossági kiállitáson kiállitandó tárgyak ideiglenes szabadalmáról szóló 1882. évi XXVII. tc. hatályának kiterjesztéséről
- 1883. évi XIV. törvénycikk Az ország szent koronája egyik őrének megválasztásáról
- 1883. évi XV. törvénycikk A megyék háztartásáról
- 1883. évi XVI. törvénycikk A gyógyithatatlan közveszélyes elmebetegek elhelyezésére szánt ápoldának első felszerelésére és az intézet 1883. évi fentartására megszavazott póthitelről
- 1883. évi XVII. törvénycikk A phylloxera vastatrix terjedése ellen teendő óvintézkedésekről
- 1883. évi XVIII. törvénycikk A magyar korona országai egyesitett czimerének és az ország külön czimerének magánosok és magánjellegü testületek, vállalatok és intézetek által való használhatásáról
- 1883. évi XIX. törvénycikk A társaskocsi-üzlet gyakorlásáról Budapesten
- 1883. évi XX. törvénycikk A vadászatról
- 1883. évi XXI. törvénycikk A tiszai és szegedi kölcsönről szóló 1880:XX. tc. 32. §-ának módositásáról
- 1883. évi XXII. törvénycikk Az 1872. évi X. tc. érvényen kivül helyezéséről s a rimamurány-salgótarjáni vasmü részvénytársasággal, a tiszolcz-vashegyi vasut kiépitésének mellőzése s ezzel összefüggő egyéb kérdések rendezése tárgyában kötött szerződés beczikkelyezéséről
- 1883. évi XXIII. törvénycikk A fegyveradóról és a vadászati adóról
- 1883. évi XXIV. törvénycikk Az állami biztositást igénybe vevő csekély jövedelmezőségü vasutakról
- 1883. évi XXV. törvénycikk Az uzsoráról és káros hitelügyletekről
- 1883. évi XXVI. törvénycikk A vágvölgyi vasutvonal csereértékéről és a budapest-ujszőnyi vasut, valamint az azzal összefüggő épitkezések költségeinek fedezéséről
- 1883. évi XXVII. törvénycikk Az V. és VI. csendőrkerületi parancsnokság felállitása czéljából, a csendőrség legénységi állományának ideiglenes kiegészitéséről
- 1883. évi XXVIII. törvénycikk A fiumei kikötőben épitendő kőolaj-kikötőmedencze létesitése iránt
- 1883. évi XXIX. törvénycikk Az első magyar-gácsországi vasutra vonatkozó 1871:XXXVIII. és 1875:XL. törvénycikkek némely határozatainak módositásáról
- 1883. évi XXX. törvénycikk A középiskolákról és azok tanárainak képesitéséről
- 1883. évi XXXI. törvénycikk A részletügyletről
- 1883. évi XXXII. törvénycikk A kikötői illetékről
- 1883. évi XXXIII. törvénycikk A törvénykezési szünidőről
- 1883. évi XXXIV. törvénycikk A magyar királyi honvédségi Ludovika-Akadémia fölállitásáról szóló 1872. évi XVI. törvénycikk módositása tárgyában
- 1883. évi XXXV. törvénycikk Az 1882. évi XXXIX. törvénycikk 4. szakasza tizennegyedik pontjának kivételes alkalmazásáról
- 1883. évi XXXVI. törvénycikk Az 1880. évi közösügyi zárszámadásra alapitott leszámolás szerint Magyarország terhére mutatkozó tartozás fedezéséről
- 1883. évi XXXVII. törvénycikk Az 1882. évi közösügyi költségek fedezése czéljából a magyar korona országai által pótlólag fizetendő összegről
- 1883. évi XXXVIII. törvénycikk Az 1881. évi november 7-én Francziaországgal kötött kereskedelmi szerződés hatályának meghosszabbitásáról
- 1883. évi XXXIX. törvénycikk Az Olaszországgal 1883. évi február 9-én Bécsben, a szegényjog kölcsönös biztositása iránt kötött államszerződés beczikkelyezése tárgyában
- 1883. évi XL. törvénycikk Az Olaszországgal 1882. évi deczember 6-án Bécsben, a más államok által kiadott közönséges bűntettesek átszállitása iránt kötött államszerződés beczikkelyezése tárgyában
- 1883. évi XLI. törvénycikk A kincstári telepesek terhére felveendő jelzálog kölcsönökről
- 1883. évi XLII. törvénycikk A Svájczczal 1883. márczius 31-én kötött állategészségügyi egyezmény beczikkelyezéséről
- 1883. évi XLIII. törvénycikk A pénzügyi közigazgatási biróságról
- 1883. évi XLIV. törvénycikk A közadók kezeléséről
- 1883. évi XLV. törvénycikk Az 1884. év első negyedében viselendő közterhekről és fedezendő állami kiadásokról
- 1883. évi XLVI. törvénycikk A földadó, házadó, tőkekamat- és járadékadó, valamint az általános jövedelmi pótadó iránti törvények módositásáról